# نيفيس لوبيز مارتينيز
نيفيس لوبيز مارتينيز (بالإسبانية: Nieves López Martínez)‏ هي إحاثية إسبانية، ولدت في 5 فبراير 1949 في برغش في إسبانيا، وتوفيت في 15 ديسمبر 2010 في مدريد في إسبانيا.